# توتلکی
توتلکی (به لاتین: Tutleky) یک سکونتگاه مسکونی در جمهوری چک است که در Rychnov nad Kněžnou District واقع شده‌است با جمعیت ۸ هزار نفر.